# كيركونومي

موقع كيركونومـّي

شعار كيركونومـّي

كيركونومـّي (Kirkkonummi) مدينة فنلندية ضمن إقليم أوسيما جنوبي البلاد ويقطنها حوالي 36.503 ساكن.
يعني اسمها حرفياً «كنيسة السبخة».
تقع البلدية بجوار منطقة هلسنكي الكبرى حيث يحدها النطاق البلدي لمدينة إسبو شرقاً، كما تحدها فيهتي وسيونتيو. تبلغ المسافة بين مركز المدينة ومركز العاصمة هلسنكي حوالي 30 كيلومتراً. ولكيركونومي مواصلات ممتازة عبر القطارات والحافلات مع الأجزاء الأخرى من منطقة هلسنكي الكبرى، والكثير من سكانها يتنقلون يومياً من وإلى هلسنكي.
يغطي نطاق كيركونومي البلدي مساحة 1016,01 كم² منها 649,93 من الماء. وتبلغ الكثافة السكانية 99.71 نسمة\كم². شهدت كيركونومي على مدى السنوات الأخيرة أعلى معدل نمو السكاني في البلاد، بأكثر من 3 ٪ سنوياً.
تشمل المراكز السكانية الرئيسية في كيركونومي مركز البلدية وماسالا وفيكولا وكانتفيك ومنطقة حامية أوبينييمي البحرية. بالإضافة إلى هؤلاء، هناك العشرات من القرى الصغيرة. جغرافياً، توجد بكيركونومي شبه جريرتين شهيرتين وهما بوركالا وأوبينييمي، وهذه الأخيرة تضم قاعدة بحرية فنلندية رئيسية. بوركالا أيضا على واحد من الطرق الرئيسية لهجرة الطيور في بحر البلطيق المنطقة. بالإضافة إلى أن كيركونومي لديها منطقة سهول مركزية فسيحة، عبرها يمر خط السكك الحديدية من هلسنكي إلى توركو وكذلك منطقة بحيرات شاسعة، والكثير منها برية بكر.
أُهلت كيركونومي سكاناً منذ العصر الحجري إلى يومنا كما يتضح من أقدم اللوحات الصخرية العائدة إلى العصر الحجري في فنلندا وقد وجدت قرب بحيرة فيتراك في منطقة البحيرة الوسطى بكيركونومي. بالمناسبة، هذه اللوحات عثر عليها الملحن الفنلندي الشهير جان سيبيليوس بنفسه. كانت النصف الجنوبي من البلدية مؤجراً إلى الاتحاد السوفياتي بين عامي 1945 و1956 لاستخدامها قاعدة بحرية كجزء من تسوية السلام التي أنهت الحرب بين الاتحاد السوفياتي وفنلندا خلال الحرب العالمية الثانية. شواهد تلك الحقبة مخابئ خرسانية، وغيرها من تحصينات وما تبقى من قاعدة جوية.
تشمل الأماكن الأخرى ذات الاهتمام في كيركونومي كنيسة الحجر القروسطية في مركز البلدية، والكنيسة الخشبية في قرية هابايارفي وكذلك فيلا هفيتراسك وهي من تصميم ثلاثة من أشهر المعماريين الفنلنديين على الإطلاق : إلييل سارينن وهرمان غيسيليوس وأرماس لندغرين.
من مشاهير سكانها مغنية الجاز الفنلندية كارولا ستاندرتسكيولد.

## وصلات خارجية
- بلدية كيركونومي – الموقع الرسمي
- دليل كيركونومي